# 地保奴
地保奴（ディボド、生没年不詳）は、北元のウスハル・ハーン（天元帝トグス・テムル）の息子で、モンゴル帝国の皇族。
「地保奴」は明朝側からの呼称で、正確なモンゴル語名は不明。ただし、18世紀以後に漢文史料の知識も交えて編纂された『アルタン・クルドゥン』などのモンゴル語史料では「テブー・ヌー（Tebuu nuu）」とモンゴル語表記されている。

## 概要
地保奴の生い立ちなどについては記録がなく、その前半生については全く知られていない。
1388年（天元10年/洪武21年）、藍玉を総大将とする明軍はブイル・ノール地方に滞在していたウスハル・ハーンの本営を急襲し、ウスハル・ハーンは軍勢のほとんどを失うを大敗を喫した（ブイル・ノールの戦い）。太尉マンジらの奮戦によってウスハル・ハーンと地保奴の兄の天保奴、知院ネケレイ、丞相シレムンら高官数十人は明軍の追撃を逃れることができたが、地保奴や前ハーンの妃など多くの皇族が明軍の捕虜となった。
ブイル・ノールの戦いから3カ月後、藍玉が部下に送らせたウスハル・ハーンの次男の地保奴と后妃たちは応天府に辿り着いた。地保奴らは洪武帝に大元ウルスの金印・金牌を献上し、これを受けて洪武帝は鈔200錠と邸宅を与えて厚情を示した。それから間もなくして藍玉がハーンの后妃と密通したという噂が流れると、洪武帝は藍玉に対して激怒したものの、后妃は恥辱に耐えかねて自殺してしまった。后妃の死に対して地保奴が恨み言を漏らしていたことが洪武帝の耳に入ると、洪武帝は自らの厚情に対する恩知らずな言動であると怒り、これ以上内地には留めおけないとして琉球に島流しするよう命じた。これ以後の地保奴の動向について記録は残っていない。
同じ頃モンゴル高原においてもウスハル・ハーンと天保奴父子がアリクブケ王家のイェスデルに殺害されたため、モンゴル高原におけるクビライ家の血統は一旦断絶し、モンゴルでは一時的にアリクブケ家よりハーンが輩出されるようになった。